# Élite Ligue 2001/02
Die Saison 2001/02 war die 80. Spielzeit der Élite Ligue, der höchsten französischen Eishockeyspielklasse. Meister wurde zum insgesamt zweiten Mal in der Vereinsgeschichte der Hockey Club de Reims.

## Modus
In der Hauptrunde absolvierten die sieben Mannschaften jeweils 36 Spiele. Der Erstplatzierte der Hauptrunde wurde Meister. Für einen Sieg nach regulärer Spielzeit und Overtime erhielt jede Mannschaft zwei Punkte, bei einem Unentschieden und einer Niederlage nach Overtime gab es einen Punkt und bei einer Niederlage nach regulärer Spielzeit null Punkte.

## Hauptrunde
|    | Klub                          | Sp | S  | OTS | U | OTN | N  | T   | GT  | Punkte |
| -- | ----------------------------- | -- | -- | --- | - | --- | -- | --- | --- | ------ |
| 1. | Hockey Club de Reims          | 36 | 21 | 3   | 3 | 1   | 8  | 135 | 100 | 35     |
| 2. | Dragons de Rouen              | 36 | 19 | 1   | 1 | 4   | 10 | 145 | 113 | 32     |
| 3. | Brûleurs de Loups de Grenoble | 36 | 13 | 6   | 4 | 2   | 11 | 127 | 114 | 29     |
| 4. | HC Amiens Somme               | 36 | 17 | 0   | 4 | 4   | 11 | 128 | 96  | 27     |
| 5. | Anglet Hormadi Élite          | 36 | 9  | 3   | 1 | 3   | 20 | 115 | 151 | 20     |
| 6. | Ducs d’Angers                 | 36 | 10 | 2   | 5 | 1   | 18 | 113 | 155 | 19     |
| 7. | Hockey Club de Mulhouse       | 36 | 8  | 2   | 3 | 4   | 19 | 103 | 137 | 18     |

Sp = Spiele, S = Siege, U = Unentschieden, N = Niederlagen